# 第11期本因坊戦
第11期本因坊戦（だい11きほんいんぼうせん）は、1955年（昭和30年）に開始され、1956年6月からの本因坊高川秀格と2年連続で挑戦者となった島村利博八段による七番勝負で、高川が4勝2敗で本因坊位を防衛、本因坊戦5連覇となった。この期からは出場資格が五段以上から初段以上の全棋士と改められた。また今期の後、5連覇した棋士は引退後に名誉本因坊を名乗ることができるという規則が制定された。

## 方式
- 参加棋士 : 日本棋院・関西棋院の棋士の初段以上。
- 予選は、初段から四段までの低段者による第一次予選、及びその勝抜き者と五段から七段までの高段者による二次予選を行う。二次予選の勝抜き者5名と、八、九段棋士と本因坊経験者を加えた計12名で3回戦を行い、この2勝者6名と前期挑戦者を加えた7名で挑戦者決定リーグを行う。
- コミは4目半。
- 持時間は、リーグ戦、挑戦手合は各10時間。

## 経過

### 挑戦者決定リーグ
予選の結果、病気から回復して3年ぶりに出場した木谷實八段、前回第10期から棋戦復帰していた藤沢庫之助九段、元本因坊岩本薫八段、及び杉内雅男八段、島村利博八段、細川千仭七段、藤沢秀行七段の7名でリーグ戦が行われることになった。
リーグ戦は1956年3月から行われ、木谷と島村が5勝1敗の同率で並び、同率決定戦で島村が勝って、本因坊戦では初めて2年連続挑戦者となった。

### 挑戦手合七番勝負
高川本因坊に島村が挑戦する七番勝負は6月から開始された。この当時、高橋重行五段による高橋ランキングでは島村が1位、村島誼紀作成のランキングでは実力面で島村6位、高川7位、心境面で高川1位、島村4位とされており、世間では前期に続いて挑戦者有利との評判もあった。
第1局は本郷「龍岡」で行われ、白番高川勝ち。第2局「龍岡」、第3局名古屋市ニューナゴヤでは島村が連勝し、2勝1敗と優位に立ったが、第4局赤坂「清水」で高川が勝ってタイ。第5三田「桂」、第6局静岡県伊豆山「国枝苑」も高川が連勝して、4勝2敗で防衛を果たした。
これで連覇記録は5となり、毎日新聞社では高川が本因坊を失っても在位期間と同年数を同じ処遇とすることとした。また同年に将棋の名人戦で5連覇した大山康晴が永世名人の称号を得たこともあって、本因坊5連覇によって引退後に名誉本因坊を名乗ることができることが第12期終了時に定められた。
また当時藤村芳勝五段の知人に神霊教の信者がおり、その紹介があって高川は1953年第8期の防衛戦当時から神霊教教祖に防衛を毎回頼んでおり、この第11期には盤を清めるようにと御霊塩という塩も頂いていたが、この5連覇したことで、高川は以後はお願いには上がらなかった。
2勝2敗の後の天王山の第5局。左下の大ナダレ定石は当時の流行型。一進一退の攻防が続いたが、白が黒模様への消しに中央（2の左）に打ったのに対し、黒1（105手目）と囲い、白2押しの時点で高川は半目勝ちをほぼ読み切っていたと後に記している。白4のハネに平凡に黒6と引いても、実戦のように黒5と押しても、白半目勝ちとなる。本譜の後、白aから黒二目を噛み取り、その後の手順で黒が誤ったために差がつくことになった。第6局は中盤で高川の悪手があって不利になったが、勝負手を繰り出して逆転し防衛を果たした。